# لاري كلاب
لاري كلاب هو محامي وسياسي أمريكي، ولد في 4 أكتوبر 1946 في كاسبر في الولايات المتحدة، وتوفي في 7 يناير 2013. نشط حزبياً في الحزب الديمقراطي. وقد انتخب عضو مجلس نواب وايومنغ ‏.